# Distretto di Rivand
Distretto di Rivand (farsi: دهستان ریوند) è un distretto rurale (dehestani) nel distretto centrale della provincia di Nishapur in Iran. Al censimento del 2006, la sua popolazione era 12.619, in 3.301 famiglie. Il distretto rurale dispone di 59 villaggi.